# Gonxhe Manaku
Gonxhe Manaku oder Manakovska (* 25. Juli 1921 in Bitola, Königreich Jugoslawien; † 2012 in Göteborg) war eine orthodoxe albanische Volkssängerin aus Bitola im heutigen Nordmazedonien. Sie war vor allem in den 1950er und 1960er Jahren aktiv und gehörte zu den ersten albanischen Frauen, die bei Radio Skopje auftraten. Sie wird für ihre Beiträge zur albanischen Volksmusik in einer prägenden Phase der albanischsprachigen Medien in Jugoslawien in Erinnerung behalten.

## Diskografie
- Karajfili e Zambaku (1958)
- Iptida Per Te Paren Here
- Ida Due Me Fillue (1958)
- Qitma Moj Naze
- Ani Mori Nuse
- O Ti Det, O Ujë i Njelmët
- Oda Me Tavan
- Ani Krisi Pushka (1962)
- Dashnuer T'u Bana
- More Muse, Musa Vogel
- Oh, N'at Fushë Të Mejdanit (1962)
- I Vujtur Jam Ne Kete Jete
- Pasha Syte E Mija
- I Hypa Vaporit
- Pranvera Ka Nise Me Dale
- Dil Nje Here Moj Vajze E Bukur
- Moj E Mira